# Hibiscus
Hibiscus er en slægt, som er udbredt i tempererede, subtropiske og tropiske områder af især Afrika og Asien. Den består af mere end 200 arter, som kan være enårige urter, stauder, buske eller træer. Bladene er ovale til lancetformede og spredt stillede og hele. Ofte har de tandet eller lappet rand. Blomsterne er store og trompetformede med fem kronblade. Frugten er en femrummet kapsel, som åbner sig ved modenhed. Her omtales kun de arter, som dyrkes i Danmark.
| Arter |

- Fliget hibiscus (Hibiscus schizopetalus)
- Hawaiiblomst (Hibiscus rosa-sinensis)
- Rosella (Hibiscus sabdariffa)
- Syrisk rose (Hibiscus syriacus)
- Timeviser (Hibiscus trionum)
- Kenaf (Hibiscus cannabinus)